# Cyklokarbon
Cyklo[18]węgiel, Cyklooktadeka-1,3,5,7,9,11,13,15,17-nonayn, C
18 (cyklooktadekawęgiel)  – alotropowa odmiana węgla o strukturze cząsteczkowej (podobnie jak fuleren). Ma strukturę pierścienia złożonego z 18 atomów węgla, w którym naprzemiennie występują wiązania potrójne i pojedyncze.

## Otrzymywanie
Istnienie cyklowęgla w fazie gazowej stwierdzono w 1989 r. W fazie stałej został otrzymany w 2019 r. w skali pojedynczych cząsteczek położonych na warstwie NaCl. Substratem był znany wcześniej tzw. tlenek cyklowęgla, C
24O
6, który za pomocą sublimacji został naniesiony na powierzchnię NaCl w temperaturze 5 K (−268 °C). Proces obserwowano za pomocą mikroskopu sił atomowych (AFM). Następnie za pomocą końcówki AFM z C
24O
6 usunięto pojedyncze cząsteczki tlenku węgla, uzyskując docelowy cyklo[18]węgiel, C
18:

## Właściwości
Z obliczeń teoretycznych nie było jasne, czy cyklooktadekawęgiel ma formę kumulenu (nazwa systematyczna: cyklooktadekaoktadekaen), tj. zawiera 18 równocennych wiązań podwójnych, czy formę poliynu (nazwa systematyczna: cyklooktadeka-1,3,5,7,9,11,13,15,17-nonayn), tj. zawiera naprzemiennie wiązania pojedyncze i potrójne. Analiza AFM uzyskanych cząsteczek cyklo[18]węgla ujawniła strukturę poliynu. Oznacza to, że cyklowęgiel powinien mieć charakter półprzewodnika. Jego stabilność w postaci makroskopowej nie jest znana.

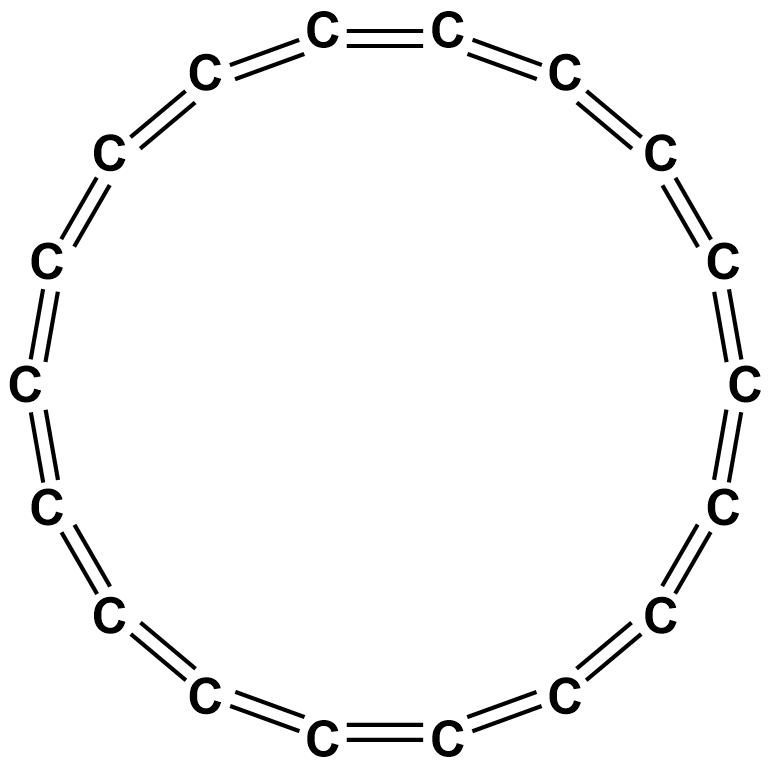
Hipotetyczny cyklowęgiel o strukturze kumulenu
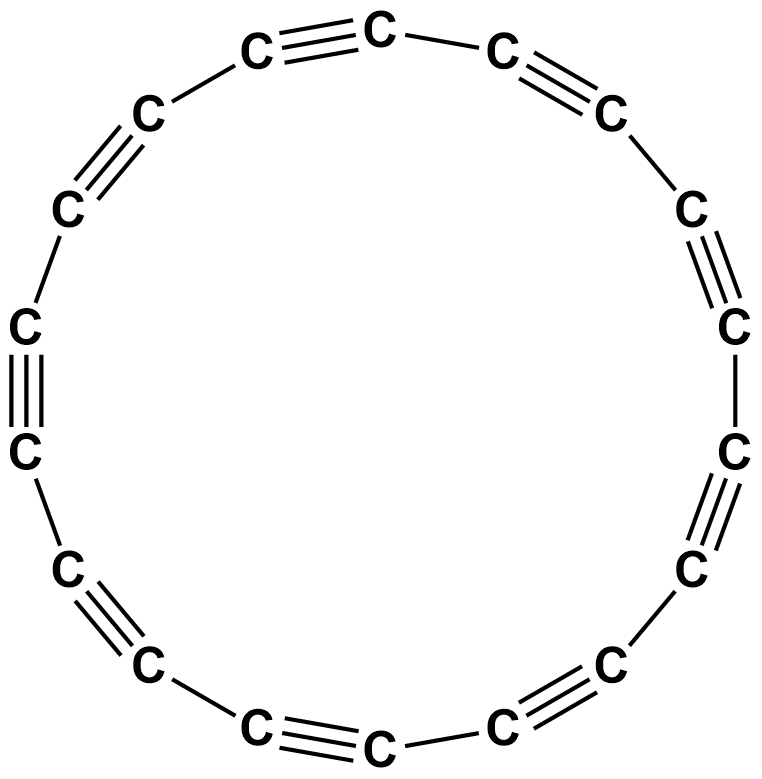
Zaobserwowany cyklowęgiel o strukturze poliynu